# Wappen der Gemeinde Eichigt
Das Wappen der Gemeinde Eichigt ist neben dem Dienstsiegel ein Hoheitszeichen der vogtländischen Gemeinde Eichigt im sächsischen Vogtlandkreis.

## Blasonierung
Die Blasonierung lautet wie folgt:

„In von Gold und Grün gespaltenem Schild Eiche mit acht Blättern und sieben Eicheln; darauf in einem Mittelschild ein Richtrad; alles in verwechselten Farben.“

Die Gemeinde gibt in ihrer Hauptsatzung folgende Beschreibung an:

„Das Wappen zeigt ein in von Grün und Gold gespaltenes Schild, Eiche mit acht Blättern und sieben Eicheln, darauf in einem Mittelschild ein Richtrad, alles in verwechselten Farben.“

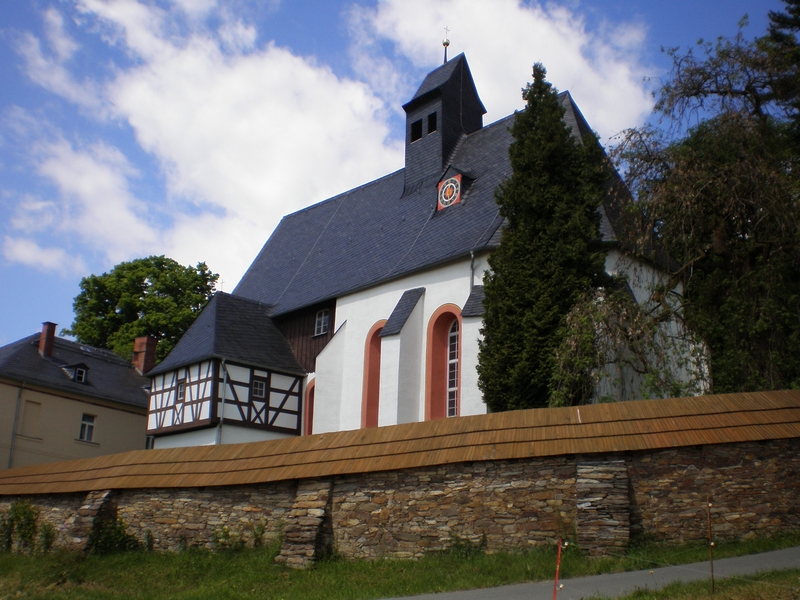
St.-Katharinen-Kirche in Eichigt

## Geschichte und Begründung
Die Eiche kann als redendes Symbol für den Gemeindenamen verstanden werden. Das Wappen zeigt eine besondere Art der Tingierung, d. h. der Farbgebung, nämlich die der verwechselten Farben. Das Richtrad im Mittelschild erinnert an Katharina von Alexandrien, eine frühchristliche Heilige, die Schutzpatronin der örtlichen Kirche ist. Das Rad Katharinas ist eigentlich zerbrochen.
Das Wappen entwarf der Heraldiker Michael Zapfe aus Weimar.

## Flagge und Dienstsiegel
In die Hauptsatzung der Gemeinde ist keine Bestimmung über Gemeindefarben und Flagge aufgenommen.
Das Dienstsiegel der Gemeinde zeigt das Wappen mit der Umschrift „Gemeinde Eichigt“. Das Führen des Dienstsiegels ist dem Bürgermeister und von ihm betrauten Bediensteten vorbehalten.

## Belege
1. ↑  Gemeinde Eichigt: Hauptsatzung der Gemeinde Eichigt (Version zum herunterladen). §2 (2). 16. Mai 2017, abgerufen am 1. Oktober 2023.
2. ↑  St. Jakobus im Vogtland – Eichigt, Santa Katharina. Abgerufen am 1. Oktober 2023.
3. ↑  §2 (3, 4) Hauptsatzung